# Campeonato Rondoniense de Futebol de 2011
O Campeonato Rondoniense de Futebol de 2011 foi a 70.ª edição da divisão principal do campeonato estadual de Rondônia.
O Espigão conquistou o seu primeiro título ao derrotar o Real Ariquemes nas penalidades, além do título inédito, a equipe de Espigão do Oeste garantiu uma vaga para a Copa do Brasil de 2012.

## Regulamento
O torneio foi composto por duas fases. Na primeira, as seis equipes disputaram jogos no formato de todos contra todos em turno e returno, classificando-se para a próxima fase as quatro melhores classificadas.
Na segunda fase, as quatro equipes classificadas enfrentaram-se em jogos eliminatórios de ida e volta, o clube com a melhor classificação na fase anterior enfrentou o quarto, enquanto o segundo disputou a vaga contra o terceiro (1º x 4º e 2º x 3º), classificando-se à final a equipe que obtiver mais pontos nos dois confrontos, em casos de igualdades por pontos ganhos, aplicou-se os seguintes critérios de desempate:
- Saldo de gols;
- Cobrança de penalidades máximas.

## Equipes participantes
| Equipe         | Cidade           | Em 2010         | Estádio            | Capacidade | Títulos             |
| Ariquemes      | Ariquemes        | 2º (1ª divisão) | Valerião           | 5 000      | 0 (não possui)      |
| Espigão        | Espigão do Oeste | 4º (1ª divisão) | Luizinho Turatti   | 2 000      | 0 (não possui)      |
| Genus          | Porto Velho      | 7º (1ª divisão) | Aluizão            | 10 000     | 0 (não possui)      |
| Moto Clube     | Porto Velho      | 5º (1ª divisão) | Aluizão            | 10 000     | 10 (último em 1981) |
| Rolim de Moura | Rolim de Moura   | 3º (1ª divisão) | Cassolão           | 5 000      | 0 (não possui)      |
| Vilhena        | Vilhena          | 1º (1ª divisão) | Portal da Amazônia | 7 000      | 3 (último em 2010)  |

## Primeira fase (classificatória)

### Classificação
Atualizada em: 28 de abril de 2018.
| Pos. | Equipe         | Pts | J  | V | E | D | GP | GC | SG  | AP    |
| ---- | -------------- | --- | -- | - | - | - | -- | -- | --- | ----- |
| 1    | Ariquemes      | 20  | 10 | 6 | 2 | 2 | 17 | 10 | +7  | 66,7% |
| 2    | Vilhena        | 19  | 10 | 5 | 4 | 1 | 17 | 7  | +10 | 63,3% |
| 3    | Espigão        | 17  | 10 | 5 | 2 | 3 | 10 | 6  | +6  | 56,7% |
| 4    | Genus          | 12  | 10 | 3 | 3 | 4 | 13 | 14 | -1  | 40%   |
| 5    | Rolim de Moura | 9   | 10 | 2 | 3 | 5 | 7  | 13 | -6  | 30%   |
| 6    | Moto Clube     | 6   | 10 | 2 | 0 | 8 | 9  | 25 | -16 | 20%   |

### Resultados
Fonte: Futebol Interior (arquivado)
| Moto Clube | 2 – 1 | Genus          | Aluizão            | Porto Velho      | 3 de abril | 19:00 |
| Vilhena    | 2 – 0 | Real Ariquemes | Portal da Amazônia | Vilhena          | 3 de abril | 19:00 |
| Espigão    | 0 – 1 | Rolim de Moura | Luizinho Turatti   | Espigão do Oeste | 3 de abril | 19:00 |

| Moto Clube     | 2 – 0 | Rolim de Moura | Aluizão          | Porto Velho      | 10 de abril | 19:00 |
| Real Ariquemes | 1 – 0 | Genus          | Valerião         | Ariquemes        | 10 de abril | 19:00 |
| Espigão        | 1 – 0 | Vilhena        | Luizinho Turatti | Espigão do Oeste | 10 de abril | 19:00 |

| Rolim de Moura | 2 – 2 | Vilhena    | Cassolão | Rolim de Moura | 16 de abril | 17:00 |
| Genus          | 0 – 3 | Espigão    | Aluizão  | Porto Velho    | 16 de abril | 19:00 |
| Real Ariquemes | 6 – 1 | Moto Clube | Valerião | Ariquemes      | 17 de abril | 19:00 |

| Rolim de Moura | 0 – 1 | Real Ariquemes | Cassolão           | Rolim de Moura | 23 de abril | 17:00 |
| Vilhena        | 3 – 2 | Genus          | Portal da Amazônia | Vilhena        | 23 de abril | 20:00 |
| Moto Clube     | 1 – 2 | Espigão        | Aluizão            | Porto Velho    | 24 de abril | 19:00 |

| Genus   | 4 – 2 | Rolim de Moura | Aluizão            | Porto Velho      | 30 de abril | 19:00 |
| Vilhena | 4 – 0 | Moto Clube     | Portal da Amazônia | Vilhena          | 30 de abril | 20:00 |
| Espigão | 1 – 1 | Real Ariquemes | Luizinho Turatti   | Espigão do Oeste | 1 de maio   | 19:00 |

| Genus          | 3 – 1 | Moto Clube | Aluizão  | Porto Velho    | 7 de maio | 19:00 |
| Rolim de Moura | 0 – 1 | Espigão    | Cassolão | Rolim de Moura | 7 de maio | 19:00 |
| Real Ariquemes | 0 – 2 | Vilhena    | Valerião | Ariquemes      | 8 de maio | 19:00 |

| Rolim de Moura | 1 – 0 | Moto Clube     | Cassolão           | Rolim de Moura | 14 de maio | 19:00 |
| Genus          | 0 – 0 | Real Ariquemes | Aluizão            | Porto Velho    | 14 de maio | 19:00 |
| Vilhena        | 1 – 1 | Espigão        | Portal da Amazônia | Vilhena        | 14 de maio | 20:00 |

| Vilhena    | 0 – 0 | Rolim de Moura | Portal da Amazônia | Vilhena          | 21 de maio | 20:00 |
| Moto Clube | 1 – 2 | Real Ariquemes | Aluizão            | Porto Velho      | 22 de maio | 19:00 |
| Espigão    | 1 – 2 | Genus          | Luizinho Turatti   | Espigão do Oeste | 22 de maio | 19:00 |

| Genus          | 0 – 0 | Vilhena        | Aluizão          | Porto Velho      | 28 de maio | 19:00 |
| Real Ariquemes | 2 – 0 | Rolim de Moura | Valerião         | Ariquemes        | 29 de maio | 19:00 |
| Espigão        | 3 – 0 | Moto Clube     | Luizinho Turatti | Espigão do Oeste | 29 de maio | 19:00 |

| Rolim de Moura | 1 – 1 | Genus   | Cassolão | Rolim de Moura | 5 de junho | 19:00 |
| Real Ariquemes | 4 – 3 | Espigão | Valerião | Ariquemes      | 5 de junho | 19:00 |
| Moto Clube     | 1 – 3 | Vilhena | Aluizão  | Porto Velho    | 5 de junho | 19:00 |

## Fase final
|  | Semifinais | Semifinais    | Semifinais | Semifinais |       |           | Final | Final | Final | Final |
|  |            |               |            |            |       |           |       |       |       |       |
|  | Ariquemes  | 1             | 3          | 4          |       |           |       |       |       |       |
|  | Genus      | 1             | 2          | 3          |       |           |       |       |       |       |
|  | Genus      | 1             | 2          | 3          |       | Ariquemes | 0     | 1     | 1 (5) |       |
|  |            |               |            |            |       | Ariquemes | 0     | 1     | 1 (5) |       |
|  |            | Espigão (pen) | 1          | 0          | 1 (6) |           |       |       |       |       |
|  | Vilhena    | Espigão (pen) | 1          | 0          | 1 (6) | 1         | 1     | 2     |       |       |
|  | Vilhena    |               |            |            |       | 1         | 1     | 2     |       |       |
|  | Espigão    | 1             | 2          | 3          |       |           |       |       |       |       |

### Semifinais
| Genus   | 1 – 1 | Real Ariquemes | Aluizão          | Porto Velho      | 12 de junho | 19:00 |
| Espigão | 1 – 1 | Vilhena        | Luizinho Turatti | Espigão do Oeste | 12 de junho | 19:00 |

| Ariquemes | 3 – 2 | Genus   | Valerião           | Ariquemes | 19 de junho | 19:00 |
| Vilhena   | 1 – 2 | Espigão | Portal da Amazônia | Vilhena   | 19 de junho | 19:00 |

### Final
| Espigão | 1 – 0 | Real Ariquemes | Luizinho Turatti | Espigão do Oeste | 26 de junho | 19:00 |

| Ariquemes | 1 – 0 (5 – 6 pen) | Espigão | Valerião | Ariquemes | 3 de julho | 19:00 |